# Indophantes digitulus
Indophantes digitulus är en spindelart som först beskrevs av Thaler 1987.  Indophantes digitulus ingår i släktet Indophantes och familjen täckvävarspindlar. Inga underarter finns listade i Catalogue of Life.